# Gómez (Panama)
Pour les articles homonymes, voir Gómez.
Gómez est un corregimiento situé dans le district de Bugaba, province de Chiriquí, au Panama. En 2010, la localité comptait 2 702 habitants.